# Dospat (reservoar)
Dospat (bulgariska: Доспат) är en reservoar i Bulgarien.   Den ligger i regionen Smoljan, i den sydvästra delen av landet, 130 km sydost om huvudstaden Sofia. Dospat ligger 1 514 meter över havet.
I omgivningarna runt Dospat växer i huvudsak barrskog. Runt Dospat är det ganska glesbefolkat, med 35 invånare per kvadratkilometer.